# Családi meló
A Családi meló (eredeti cím: The Reunion) 2011-ben bemutatott amerikai akciófilm Michael Pavone rendezésében. A főszerepet John Cena, Ethan Embry, Michael Rispoli, Boyd Holbrook és Amy Smart alakítja.
A film 2011. október 21-én került a mozikba. Negatív kritikákat kapott.

## Cselekmény
Négy féltestvér örökölhet fejenként 3 000 000 dollárt az apjától, ha 2 évig együtt dolgoznak, mint család. Közülük 3-an fejvadászként Mexikóba mennek, hogy elkapjanak egy óvadék ellenében szabadlábra helyezett embert, akinek köze van egy milliárdos elrablásához.
Apja halála után Ninát (Smart) azzal bízzák meg, hogy teljesítse utolsó kívánságát - hozza össze három testvérét... Sam (Cena), a megrögzött zsaru, aki jelenleg felfüggesztett; Leo (Embry), a nagyszájú, erőszakos óvadékügynök; és Douglas (Holbrook), a jóképű 20 éves tolvaj, aki frissen szabadult a börtönből. Amikor Leo rájön, hogy a csalót, akiért sok pénzt zálogosított, az ország egyik leggazdagabb emberének elrablásával gyanúsítják, ezért meggyőzi két testvérét, hogy csatlakozzanak hozzá egy veszélyes, de izgalmas kalandba.

## Szereplők
| Szerep                        | Színész         | Magyar hang         |
| ----------------------------- | --------------- | ------------------- |
| Sam Cleary                    | John Cena       | Papp Dániel         |
| Leo Cleary                    | Ethan Embry     | Moser Károly        |
| Douglas Cleary                | Boyd Holbrook   | Szabó Máté          |
| Nina Cleary                   | Amy Smart       | Wégner Judit        |
| Marcus Canton                 | Michael Rispoli | Kapácsy Miklós      |
| Kyle Wills                    | Gregg Henry     | Rosta Sándor        |
| Theresa Trujillo              | Lela Loren      | Vágó Bernadett      |
| Jack Nealon                   | Jack Conley     | Petridisz Hrisztosz |
| Angelina, a sztriptíztáncosnő | Carmen Serano   | Kis-Kovács Luca     |

## A film készítése
A filmet a Samuel Goldwyn Films mellett a WWE Studios gyártotta. A forgatásra 2010 októberében került sor az új-mexikói Albuquerqueben.

## Média kiadás
A film 2011. november 8-án jelent meg Blu-ray és DVD lemezen.

## Fogadtatás
A film negatív kritikákat kapott. A Rotten Tomatoes 12 kritika alapján 8%-os minősítést adott a filmnek, az átlagértékelés 3.3/10.

## Fordítás
- Ez a szócikk részben vagy egészben  a   The Reunion (2011 American film) című angol Wikipédia-szócikk fordításán alapul.  Az eredeti cikk szerkesztőit annak laptörténete sorolja fel. Ez a jelzés csupán a megfogalmazás eredetét és a szerzői jogokat jelzi, nem szolgál a cikkben szereplő információk forrásmegjelöléseként.